# Lorenzo Carcaterra
Lorenzo Carcaterra (New York, 16 oktober 1954) is een Amerikaans auteur. Hij werd geboren in de wijk Hell's Kitchen. Voor hij schrijver werd, was Carcaterra journalist bij de New York Daily Mail. Hij maakte zijn debuut als schrijver in 1993 met het boek een veilige plek. Een veilige plek is een non-fictie verhaal dat gaat over zijn eigen jeugd. Het succes kwam met zijn boek Hell's Kitchen (Engelse titel: Sleepers). Een nummer 1 bestseller in New York dat inmiddels in 32 landen is uitgegeven. Het boek is in 1996 verfilmd onder de titel Sleepers.
Naast het schrijven van boeken heeft Carcaterra een aantal scripts geschreven voor TV en film. Hij is scenarist en producent van de televisieserie Law & Order. 